# Anisoperas subfulvata
Anisoperas subfulvata är en fjärilsart som beskrevs av W. Warren 1897. Anisoperas subfulvata ingår i släktet Anisoperas och familjen mätare. Inga underarter finns listade i Catalogue of Life.